# Sidi Djillali
Sidi Djillali (în arabă سيدي الجيلالي) este o comună din provincia Tlemcen, Algeria.
Populația comunei este de 6.697 de locuitori (2008).